# Fußball-Asienmeisterschaft 2024/Gruppe B
| Pl. | Land       | Sp. | S | U | N | Tore    | Diff. | Punkte |
| --- | ---------- | --- | - | - | - | ------- | ----- | ------ |
| 1.  | Australien | 3   | 2 | 1 | 0 | 004:100 | +3    | 07     |
| 2.  | Usbekistan | 3   | 1 | 2 | 0 | 004:100 | +3    | 05     |
| 3.  | Syrien     | 3   | 1 | 1 | 1 | 001:100 | ±0    | 04     |
| 4.  | Indien     | 3   | 0 | 0 | 3 | 000:600 | −6    | 0      |

Die Gruppe B der Fußball-Asienmeisterschaft 2024 war eine der sechs Gruppen des Turniers. Die ersten beiden Spiele wurden am 13. Januar 2024 ausgetragen, der letzte Spieltag fand am 23. Januar 2024 statt. Die Gruppe bestand aus den Nationalmannschaften aus Australien, Usbekistan, Syrien und Indien.

## Australien – Indien 2:0 (0:0)
| Australien                                                                    | Australien | Indien | Indien |
| ----------------------------------------------------------------------------- | --- | --- | ------ |
| Australien                                                                    | \| 1. Spieltag \| \| 13. Januar 2024 um 14:30 Uhr (12:30 MEZ) in ar-Rayyan (Ahmed bin Ali Stadium) \| \| Zuschauer: 36.253 \| \| Schiedsrichter: Yoshimi Yamashita ( Japan) \| \| Spielbericht \|                                                                                             | \| 1. Spieltag \| \| 13. Januar 2024 um 14:30 Uhr (12:30 MEZ) in ar-Rayyan (Ahmed bin Ali Stadium) \| \| Zuschauer: 36.253 \| \| Schiedsrichter: Yoshimi Yamashita ( Japan) \| \| Spielbericht \| | Indien |
| Australien                                                                    | Mathew Ryan – Gethin Jones, Harry Souttar, Kye Rowles, Aziz Behich – Keanu Baccus (82. Aiden O’Neill), Jackson Irvine, Martin Boyle (63. Samuel Silvera), Connor Metcalfe (64. Riley McGree), Craig Goodwin (72. Jordan Bos) – Mitchell Duke (72. Bruno Fornaroli) Cheftrainer: Graham Arnold | Gurpreet Singh Sandhu – Nikhil Poojary, Sandesh Jhingan, Rahul Bheke, Subhasish Bose (75. Akash Mishra) – Deepak Tangri (79. Anirudh Thapa), Lalengmawia Ralte, Manvir Singh, Suresh Singh Wangjam (74. Liston Colaço), Lallianzuala Chhangte (89. Vikram Partap Singh) – Sunil Chhetri (89. Naorem Mahesh Singh) Cheftrainer: Igor Štimac ( Kroatien) | Indien |
| Australien                                                                    | 1:0 Irvine (50.) 2:0 Bos (73.) | | Indien |
| Australien                                                                    | Partap Singh (90.+4') | | Indien |
| 1. Spieltag                                                                   | | |        |
| 13. Januar 2024 um 14:30 Uhr (12:30 MEZ) in ar-Rayyan (Ahmed bin Ali Stadium) | | |        |
| Zuschauer: 36.253                                                             | | |        |
| Schiedsrichter: Yoshimi Yamashita ( Japan)                                    | | |        |
| Spielbericht                                                                  | | |        |

## Usbekistan – Syrien 0:0
| Usbekistan                                                                       | Usbekistan | Syrien | Syrien |
| -------------------------------------------------------------------------------- | --- | --- | ------ |
| Usbekistan                                                                       | \| 1. Spieltag \| \| 13. Januar 2024 um 20:30 Uhr (18:30 MEZ) in ar-Rayyan (Jassim bin Hamad Stadium) \| \| Zuschauer: 10.198 \| \| Schiedsrichter: Ahmed al-Kaf ( Oman) \| \| Spielbericht \| | \| 1. Spieltag \| \| 13. Januar 2024 um 20:30 Uhr (18:30 MEZ) in ar-Rayyan (Jassim bin Hamad Stadium) \| \| Zuschauer: 10.198 \| \| Schiedsrichter: Ahmed al-Kaf ( Oman) \| \| Spielbericht \|                                                        | Syrien |
| Usbekistan                                                                       | Oʻtkir Yusupov – Abduqodir Xusanov, Umar Eshmurodov, Rustam Ashurmatov – Hojiakbar Alijonov (46. Sherzod Nasrullayev), Odiljon Hamrobekov, Otabek Shukurov, Farrux Sayfiyev, Hojimat Erkinov (46. Abbosbek Fayzullayev), Jaloliddin Masharipov (73. Igor Sergeyev) – Oston Urunov (90. Azizbek Turgʻunboyev) Cheftrainer: Srečko Katanec ( Slowenien) | Ahmad Madania – Abdul Rahman Weiss, Aiham Ousou, Thaer Krouma, Moayad Ajan – Mahmoud al-Aswad (70. Fahad Youssef), Jalil Elías, Ezequiel Ham, Ammar Ramadan – Pablo Sabbag (70. Omar Khribin), Ibrahim Hesar Cheftrainer: Héctor Cúper ( Argentinien) | Syrien |
| Usbekistan                                                                       | Xusanov (54.) | al-Aswad (31.) | Syrien |
| 1. Spieltag                                                                      | | |        |
| 13. Januar 2024 um 20:30 Uhr (18:30 MEZ) in ar-Rayyan (Jassim bin Hamad Stadium) | | |        |
| Zuschauer: 10.198                                                                | | |        |
| Schiedsrichter: Ahmed al-Kaf ( Oman)                                             | | |        |
| Spielbericht                                                                     | | |        |

## Syrien – Australien 0:1 (0:0)
| Syrien                                                                           | Syrien | Australien | Australien |
| -------------------------------------------------------------------------------- | --- | --- | ---------- |
| Syrien                                                                           | \| 2. Spieltag \| \| 18. Januar 2024 um 14:30 Uhr (12:30 MEZ) in ar-Rayyan (Jassim bin Hamad Stadium) \| \| Zuschauer: 10.097 \| \| Schiedsrichter: Adel al-Naqbi ( Vereinigte Arabische Emirate) \| \| Spielbericht \|                                                    | \| 2. Spieltag \| \| 18. Januar 2024 um 14:30 Uhr (12:30 MEZ) in ar-Rayyan (Jassim bin Hamad Stadium) \| \| Zuschauer: 10.097 \| \| Schiedsrichter: Adel al-Naqbi ( Vereinigte Arabische Emirate) \| \| Spielbericht \|                                                                           | Australien |
| Syrien                                                                           | Ahmad Madania – Abdul Rahman Weiss, Aiham Ousou, Thaer Krouma, Moayad Ajan – Mahmoud al-Aswad (65. Fahad Youssef), Jalil Elías, Ezequiel Ham, Ammar Ramadan – Pablo Sabbag (65. Omar Khribin), Ibrahim Hesar (78. Antonio Yakoub) Cheftrainer: Héctor Cúper ( Argentinien) | Mathew Ryan – Gethin Jones, Harry Souttar, Cameron Burgess, Aziz Behich – Connor Metcalfe (57. Riley McGree), Aiden O’Neill (57. Keanu Baccus), Jackson Irvine – Martin Boyle (83. Kusini Yengi), Mitchell Duke (78. Bruno Fornaroli), Jordan Bos (57. Samuel Silvera) Cheftrainer: Graham Arnold | Australien |
| Syrien                                                                           | 0:1 Irvine (59.) | | Australien |
| Syrien                                                                           | O’Neill (27.), Silvera (85.) | | Australien |
| 2. Spieltag                                                                      | | |            |
| 18. Januar 2024 um 14:30 Uhr (12:30 MEZ) in ar-Rayyan (Jassim bin Hamad Stadium) | | |            |
| Zuschauer: 10.097                                                                | | |            |
| Schiedsrichter: Adel al-Naqbi ( Vereinigte Arabische Emirate)                    | | |            |
| Spielbericht                                                                     | | |            |

## Indien – Usbekistan 0:3 (0:3)
| Indien                                                                        | Indien | Usbekistan | Usbekistan |
| ----------------------------------------------------------------------------- | --- | --- | ---------- |
| Indien                                                                        | \| 2. Spieltag \| \| 18. Januar 2024 um 17:30 Uhr (15:30 MEZ) in ar-Rayyan (Ahmed bin Ali Stadium) \| \| Zuschauer: 38.491 \| \| Schiedsrichter: Fu Ming ( China) \| \| Spielbericht \| | \| 2. Spieltag \| \| 18. Januar 2024 um 17:30 Uhr (15:30 MEZ) in ar-Rayyan (Ahmed bin Ali Stadium) \| \| Zuschauer: 38.491 \| \| Schiedsrichter: Fu Ming ( China) \| \| Spielbericht \| | Usbekistan |
| Indien                                                                        | Gurpreet Singh Sandhu – Nikhil Poojary, Sandesh Jhingan, Rahul Bheke, Akash Mishra – Suresh Singh Wangjam (84. Deepak Tangri), Lalengmawia Ralte, Manvir Singh (46. Rahul Kannoly Praveen), Anirudh Thapa (72. Brandon Fernandes), Naorem Mahesh Singh (86. Udanta Singh) – Sunil Chhetri (72. Ishan Pandita) Cheftrainer: Igor Štimac ( Kroatien) | Oʻtkir Yusupov – Farrux Sayfiyev, Abduqodir Xusanov, Umar Eshmurodov, Sherzod Nasrullayev (46. Zafarmurod Abdurahmatov) – Oston Urunov (74. Hojimat Erkinov), Otabek Shukurov, Odiljon Hamrobekov (83. Jamshid Boltaboyev), Jaloliddin Masharipov (74. Azizbek Turgʻunboyev), Abbosbek Fayzullayev (83. Jamshid Iskanderov) – Igor Sergeyev Cheftrainer: Srečko Katanec ( Slowenien) | Usbekistan |
| Indien                                                                        | 0:1 Fayzullayev (4.) 0:2 Sergeyev (18.) 0:3 Nasrullayev (45.+4') | | Usbekistan |
| 2. Spieltag                                                                   | | |            |
| 18. Januar 2024 um 17:30 Uhr (15:30 MEZ) in ar-Rayyan (Ahmed bin Ali Stadium) | | |            |
| Zuschauer: 38.491                                                             | | |            |
| Schiedsrichter: Fu Ming ( China)                                              | | |            |
| Spielbericht                                                                  | | |            |

## Australien – Usbekistan 1:1 (1:0)
| Australien                                                               | Australien | Usbekistan | Usbekistan |
| ------------------------------------------------------------------------ | --- | --- | ---------- |
| Australien                                                               | \| 3. Spieltag \| \| 23. Januar 2024 um 14:30 Uhr (12:30 MEZ) in al-Wakra (al-Janoub Stadium) \| \| Zuschauer: 15.290 \| \| Schiedsrichter: Yūsuke Araki ( Japan) \| \| Spielbericht \| | \| 3. Spieltag \| \| 23. Januar 2024 um 14:30 Uhr (12:30 MEZ) in al-Wakra (al-Janoub Stadium) \| \| Zuschauer: 15.290 \| \| Schiedsrichter: Yūsuke Araki ( Japan) \| \| Spielbericht \| | Usbekistan |
| Australien                                                               | Mathew Ryan – Nathaniel Atkinson (90.+4' Lewis Miller), Harry Souttar, Kye Rowles, Aziz Behich – Riley McGree (83. Bruno Fornaroli), Keanu Baccus (84. Aiden O’Neill), Jackson Irvine – Martin Boyle (72. Connor Metcalfe), Kusini Yengi, Jordan Bos (90.+3' Marco Tilio) Cheftrainer: Graham Arnold | Oʻtkir Yusupov – Zafarmurod Abdurahmatov, Abdulla Abdullayev, Umar Eshmurodov, Rustam Ashurmatov, Farrux Sayfiyev – Hojimat Erkinov (63. Azizbek Turgʻunboyev), Odiljon Hamrobekov, Otabek Shukurov , Oston Urunov (46. Jaloliddin Masharipov) – Abbosbek Fayzullayev (63. Igor Sergeyev, 84. Jamshid Iskanderov) Cheftrainer: Srečko Katanec ( Slowenien) | Usbekistan |
| Australien                                                               | 1:0 Boyle (45.+1', Handelfmeter) | 1:1 Turgʻunboyev (78.) | Usbekistan |
| Australien                                                               | Souttar (50.), McGree (70.) | Eshmurodov (25.), Hamrobekov (45.), Shukurov (45.+3') | Usbekistan |
| 3. Spieltag                                                              | | |            |
| 23. Januar 2024 um 14:30 Uhr (12:30 MEZ) in al-Wakra (al-Janoub Stadium) | | |            |
| Zuschauer: 15.290                                                        | | |            |
| Schiedsrichter: Yūsuke Araki ( Japan)                                    | | |            |
| Spielbericht                                                             | | |            |

## Syrien – Indien 1:0 (0:0)
| Syrien                                                                 | Syrien | Indien | Indien |
| ---------------------------------------------------------------------- | --- | --- | ------ |
| Syrien                                                                 | \| 3. Spieltag \| \| 23. Januar 2024 um 14:30 Uhr (12:30 MEZ) in al-Chaur (al-Bayt Stadium) \| \| Zuschauer: 42.787 \| \| Schiedsrichter: Sivakorn Pu-udom ( Thailand) \| \| Spielbericht \|                                                                             | \| 3. Spieltag \| \| 23. Januar 2024 um 14:30 Uhr (12:30 MEZ) in al-Chaur (al-Bayt Stadium) \| \| Zuschauer: 42.787 \| \| Schiedsrichter: Sivakorn Pu-udom ( Thailand) \| \| Spielbericht \| | Indien |
| Syrien                                                                 | Ahmad Madania – Abdul Rahman Weiss, Aiham Ousou, Thaer Krouma, Moayad Ajan – Mahmoud al-Aswad (82. Mohammad Anez), Jalil Elías, Ezequiel Ham, Ammar Ramadan (69. Alaa al-Dali) – Ibrahim Hesar, Pablo Sabbag (46. Omar Khribin) Cheftrainer: Héctor Cúper ( Argentinien) | Gurpreet Singh Sandhu – Rahul Bheke, Sandesh Jhingan (47. Nikhil Poojary), Subhasish Bose, Akash Mishra – Lalengmawia Ralte (81. Anirudh Thapa), Deepak Tangri (64. Suresh Singh Wangjam), Lallianzuala Chhangte, Manvir Singh (64. Sahal Abdul Samad), Naorem Mahesh Singh (46. Udanta Singh) – Sunil Chhetri Cheftrainer: Igor Štimac ( Kroatien) | Indien |
| Syrien                                                                 | 1:0 Khribin (76.) | | Indien |
| Syrien                                                                 | Weiss (26.), Khribin (77.) | Bheke (2.), N. Singh (26.), Štimac (54.) | Indien |
| 3. Spieltag                                                            | | |        |
| 23. Januar 2024 um 14:30 Uhr (12:30 MEZ) in al-Chaur (al-Bayt Stadium) | | |        |
| Zuschauer: 42.787                                                      | | |        |
| Schiedsrichter: Sivakorn Pu-udom ( Thailand)                           | | |        |
| Spielbericht                                                           | | |        |